# Nová Ves (Morávia do Sul)
Nová Ves é uma comuna checa localizada na região de Morávia do Sul, distrito de Brno-Venkov.